# 29 juillet dans les chemins de fer
29 juin 29 août
Chronologies thématiques
- Croisades
- Sports
- Disney

Cette page concerne les événements qui se sont déroulés un 29 juillet dans les chemins de fer.

## Événements

### XIXesiècle
- 1900 : Canada : Fin des travaux de la White Pass & Yukon Railroad entre Skagway et Whitehorse.
- 1872 : Allemagne-Belgique : le tunnel de Botzelaer (de), également appelé tunnel de Gemmenich est inauguré. Ce tunnel transfrontalier se trouve entre la ligne 39 belge (Welkenraedt - Plombières - Gemmenich) et la ligne 2552 allemande (vers Aix-la-Chapelle). En 1917, une nouvelle ligne sera construite entre Tongres et le tunnel de Gemmenich faisant de ce tunnel un axe majeur jusqu'à aujourd'hui.
- 1879 : Italie : entrée en vigueur de la loi 5002 (loi Baccarini) qui prévoit la construction de nombreuses lignes de chemin de fer d'intérêt local.

### XXesiècle
- 1940 : France : suspension du trafic ferroviaire entre la zone libre et la zone occupée jusqu'au 2 août, date à laquelle il reprend partiellement sous le contrôle de l'armée allemande.

Schéma des remaniements des lignes 8, 10 et 14 du métro de Paris

- Schéma des remaniements des lignes 8, 10 et 14 du métro de Paris1937. France : d'importants remaniements sont effectués entre les lignes 8, 10 et 14 (actuelle 13) du métro de Paris : alors que la ligne 10 est prolongée à La Motte-Picquet - Grenelle et reprend une partie de la ligne 8, cette dernière est prolongée au sud à Balard. Le tronçon Duroc - Invalides voit désormais circuler des trains de la ligne 14, dans l'optique d'un futur raccordement avec la ligne 13.
- 1991 : Union européenne : adoption par le Conseil européen de la directive 91/440/CEE, relative au développement des chemins de fer communautaires.